# Santo (cônsul)
Santo (em latim: Sanctus) foi um oficial romano do século III, que esteve ativo no Império das Gálias. Era possivelmente nativo da Gália e ancestral do presidente Santo. Aparece em 269, quando serviu como cônsul posterior com o imperador da Gália Vitorino (r. 269–271). Tendo em vista que seu consulado não está registrado nos Fastos, os autores da Prosopografia do Império Romano Tardio sugerem que seu ofício só foi aceito nos domínios de Vitorino.